# Perrin-Schnabelwal

Verbreitungsgebiet des Perrin-Schnabelwal.

Größenvergleich

Der Perrin-Schnabelwal (Mesoplodon perrini) ist eine Walart aus der Familie der Schnabelwale (Ziphiidae). Die Art wurde erst im Jahr 2002 wissenschaftlich beschrieben.
Die Art ist nach dem US-amerikanischen Walforscher William F. Perrin benannt.
Zwischen 1975 und 1997 strandeten fünf Exemplare dieser Art an der Küste Kaliforniens, vier wurden irrtümlich dem Hector-Schnabelwal zugerechnet, einer Walart, die ansonsten nur in den Gewässern rund um die Antarktis vorkommt, ein Fund wurde zunächst für einen jungen Cuvier-Schnabelwal gehalten. Molekulargenetische Untersuchungen haben aber bestätigt, dass es sich um eine neue Art handelt, die 2002 zu Ehren des amerikanischen Walforschers William Perrin benannt wurde. Die Untersuchungen haben auch gezeigt, dass ihr nächster Verwandte der Peruanische Schnabelwal ist, eine in den 1990ern entdeckte Art, die ebenfalls nur  aus dem östlichen Pazifik bekannt ist.
Perrin-Schnabelwale sind sehr kleine Vertreter ihrer Gattung, sie erreichen eine Länge von 4 bis 4,5 Metern. Sie sind durch eine kurze Schnauze gekennzeichnet; die Oberseite und die Flipper der Tiere sind dunkelgrau, die Flanken und der Bauch heller, fast weißlich gefärbt. Der Mageninhalt der gestrandeten Tiere ergab, dass sie sich in erster Linie von Tintenfischen ernähren. Wahrscheinlich ist die Art auf den nördlichen Pazifik oder nur Teile davon beschränkt.